# Пісня Карли
«Пісня Карли» (англ. Carla's Song) — художній фільм британського режисера Кена Лоуча, знятий за сценарієм Пола Лаверті в 1996 році.

## Сюжет
Події фільму відбуваються в 1987 році. Джордж Леннокс, водій автобуса з Глазго, допоміг своїй випадковій пасажирці уникнути неприємностей під час перевірки квитків. Дещо пізніше він бачить ту ж дівчину, що виступає в імпровізованій вуличній виставі. Після близького знайомства він дізнається, що її звуть Карла і вона приїхала з Нікарагуа, в якій у розпалі протистояння сандіністів, що здобули владу, і загонів озброєних контрас.
Джордж наполіг на переїзді Карли з нічліжки в квартиру свого друга. Там вона вчиняє спробу самогубства. У лікарні медик сказав Джоржу, що це її друга спроба за недовгий термін. Карла в глибокій депресії і переживає про долю свого близького друга Антоніо — гітариста, який виступав разом з нею в агітбригаді. В одній з поїздок їхній автобус потрапив у засідку, після чого дівчина не знає вірогідних відомостей про долю друга.
Джордж вирішує вирушити разом з Карлою в Нікарагуа. Там вони дізнаються, що Антоніо був підданий жорстоким тортурам і, скалічений, зі спотвореним обличчям, знайшов притулок у Бредлі, колишнього агента ЦРУ, який перейшов на бік революційного уряду. Карла з великими труднощами дістається до нього зі свого села, що опинилося в центрі боїв. Її супроводжує Джордж, але він, не в змозі знести тягар страхіть громадянської війни, що навалилися на нього, повертається додому.

## У ролях
- Роберт Карлайл — Джордж
- Оянка Кабесас — Карла
- Скотт Гленн — Бредлі
- Сальвадор Еспіноса — Рафаель
- Луїза Гудолл — Морін
- Річард Голоси — Антоніо
- Гарі Льюіс — Семмі

## Нагороди та номінації
- 1996 — участь у конкурсній програмі Венеціанського кінофестивалю, де стрічка була удостоєна почесної золотої медалі італійського сенату (Кен Лоуч).
- 1996 — номінація на премію «Золота жаба» міжнародного кінофестивалю операторського мистецтва Camerimage (Беррі Екройд).
- 1996 — Приз «Корал» Гаванського кінофестивалю за кращу роботу нелатиноамериканського режисера на латиноамериканську тематику (Кен Лоуч).
- 1997 — номінація на премію BAFTA за найкращий британський фільм (Кен Лоуч, Саллі Хиббин).
- 1997 — номінація на премію BAFTA Scotland за найкращий фільм (Кен Лоуч, Саллі Хиббин, Пол Лаверті).
- 1998 — кінопремія газети Evening Standard за кращу чоловічу роль (Роберт Карлайл).
- 1998 — Премія Лондонського гуртка кінокритиків краще британському акторові року (Роберт Карлайл).